# 1775
1775 (MDCCLXXV) byl rok, který dle gregoriánského kalendáře započal nedělí.

## Události
- 10. ledna – Byl popraven Jemeljan Pugačov, vůdce selského povstání v Rusku.
- 15. února – Novým papežem byl zvolen Pius VI.
- 10. března – Císařovna Marie Terezie vydala tzv. Temperamentní body, kterými byla zrušena autonomie Ašska. To bylo přičleněno k Zemím Koruny české.
- 24. března – Selské povstání utrpělo velkou ránu, když byli u Prahy zajati vojskem jeho předáci, kteří jeli jednat se zemskou vládou o robotních povinnostech.
- 25.–26. března – V bitvě u Chlumce nad Cidlinou bylo při selském povstání 12 mužů zabito a 285 zajato.
- 19. dubna – Bitvou o Lexington a Concord začala Americká válka za nezávislost.
- 11. června – Francouzský král Ludvík XVI. byl korunován v katedrále v Remeši.
- 14. června – Kontinentální kongres ve Filadelfii ustavil Kontinentální armádu, předchůdkyni armády Spojených států amerických. O den později byl do jejího čela jmenován George Washington.
- 30. července – Anglický mořeplavec James Cook po třech letech dokončil svou druhou plavbu kolem světa.
- 5. srpna – Španělský námořní důstojník Juan Manuel de Ayala jako první Evropan vplul do Sanfranciského zálivu.
- 13. srpna – Marie Terezie vydala Robotní patent, který zkrátil robotu na tři dny v týdnu.
- 13. října – Kontinentální kongres zřídil Kontinentální námořnictvo (Continental Navy), předchůdce Námořnictva Spojených států amerických.

### Probíhající události
- 1772–1775 – Druhá plavba Jamese Cooka
- 1773–1775 – Pugačovovo povstání
- 1775–1783 – Americká válka za nezávislost

## Vědy a umění
- 13. ledna – V Mnichově měla premiéru opera Wolfganga Amadea Mozarta Zahradnice z lásky.
- Meteorolog Antonín Strnad začal v pražském Klementinu pravidelná meteorologická pozorování počasí trvající dodnes.

## Narození

### Česko
- 24. února – Matěj Kopecký, loutkář († 3. července 1847)
- 19. května – Antonín Jan Jungmann, lékař († 10. dubna 1854)
- 12. září – Josef Jüttner, kartograf († 27. dubna 1848)
- 31. října – Antonín Machek, portrétista († 18. listopadu 1844)

### Svět

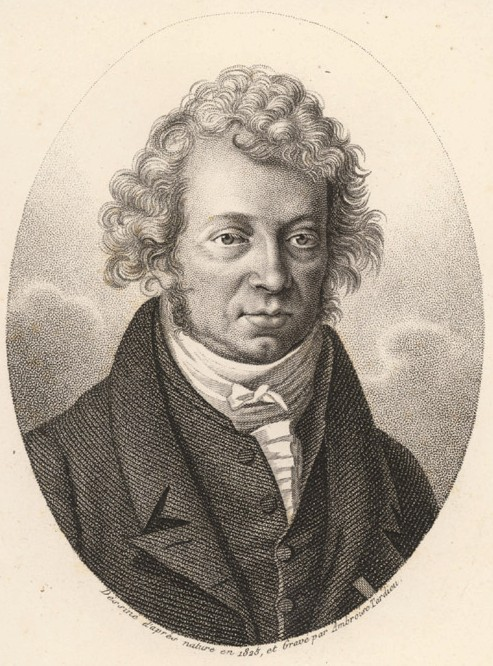
André-Marie Ampère (* 22. ledna)

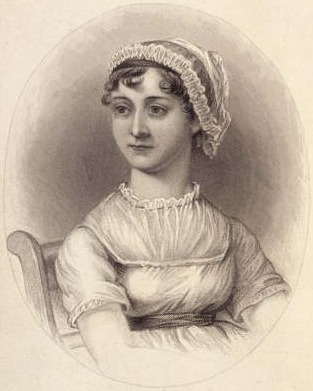
Jane Austenová (* 16. prosince)

- 22. ledna – André-Marie Ampère, francouzský fyzik a matematik (†10. července 1836)
- 27. ledna – Friedrich Schelling, německý filozof († 20. srpna 1854)
- 3. února – Maximilien Foy, francouzský generál a státník († 28. listopadu 1825)
- 8. února – Antonio Bertoloni, italský botanik († 17. dubna 1869)
- 10. února – Charles Lamb, anglický spisovatel († 27. prosince 1834)
- 12. února – Louisa Adamsová, manželka amerického prezidenta Johna Quincyho Adamse († 15. května 1852)
- 20. února – Victor Guy Duperré, francouzský admirál († 2. listopadu 1846)
- 21. března – Lucien Bonaparte, francouzský politik († 29. června 1840)
- 30. března – Hieronymus von Colloredo-Mansfeld, rakouský polní zbrojmistr († 23. července 1822)
- 8. dubna – Adam Albert Neipperg, rakouský šlechtic, generál a státník († 22. února 1829)
- 23. dubna – William Turner, anglický malíř († 19. prosince 1851)
- 25. dubna – Šarlota Španělská, portugalská královna manželka Jana VI. Portugalského († 7. ledna 1830)
- 10. května – Antoine Lasalle, francouzský generál († 6. července 1809)
- 17. června – Gabriel Csepcsányi, maďarsko-slovenský matematik († 5. února 1841)
- 23. června – Étienne-Louis Malus, francouzský důstojník, matematik a fyzik († 24. února 1812)
- 9. července – Matthew Gregory Lewis, anglický spisovatel a dramatik († 14. května 1818)
- 23. července – Eugène-François Vidocq, zakladatel Sûreté († 11. května 1857)
- 24. července – Jelizaveta Grigorieva Temkina, pravděpodobně nemanželská dcera carovny Kateřiny († 6. června 1854)
- 25. července – Anna Harrisonová, manželka 9. prezidenta USA Williama H. Harrisona († 25. února 1864)
- 27. července – Terezie Brunswicková, tzv. „Nesmrtelná milenka“ Ludwiga van Beethovena († 23. září 1861)
- 6. srpna
  - Ludvík Antonín, vévoda z Angoulême, poslední francouzský dauphin († 3. června 1844)
  - Daniel O'Connell, irský politický vůdce († 15. května 1847)
- 1. září – Honoré-Charles Reille, francouzský generál († 1. března 1860)
- 13. září – Laura Secord, kanadská národní hrdinka († 17. října 1867)
- 9. října – Charles Watkin Williams-Wynn, britský politik († 2. září 1850)
- 24. října – Bahádur Šáh II., mughalský císař, indický národní hrdina († 7. listopadu 1862)
- 19. listopadu – Johann Karl Wilhelm Illiger, německý entomolog a zoolog († 10. května 1813)
- 12. prosince – William Henry, anglický chemik († 2. září 1836)
- 16. prosince
  - Jane Austen, anglická spisovatelka († 18. července 1817)
  - François Adrien Boieldieu, francouzský skladatel († 8. října 1834)

## Úmrtí

### Česko
- 16. ledna – Tomáš Norbert Koutník, kantor, varhaník a hudební skladatel (* 19. prosince 1698)
- 1. července – Josef Stern, malíř (* 7. března 1716)
- 6. listopadu – Jan Tržil, purkmistr Martínkova a jeden z vůdců selského povstání (* 10. prosince 1723)
- 26. listopadu – Sanctus Černý, hudební skladatel (* 1724)

### Svět
- 21. ledna – Jemeljan Pugačov, ruský kozák a velitel selského povstání (* 1742)
- 8. ledna – John Baskerville, anglický typograf a tiskař (* 28. ledna 1706)
- 15. ledna – Giovanni Battista Sammartini, italský skladatel (* 1700)
- 14. března – Karolína z Gloucesteru, britská princezna (* 24. června 1774)
- 10. května – Karolina Matylda Hannoverská, britská princezna, dánská a norská královna (* 22. července 1751)
- 21. srpna – Daher el-Omar, arabský vládce Galileje (* asi 1690)
- 18. října – Pavel od Kříže, italský mystik (* 3. ledna 1694)
- 21. října – Maria Wilhelmina von Neipperg, milenka rakouského císaře Františka I. (* 30. dubna 1738)
- 15. prosince – Jelizaveta Alexejevna Tarakanovová, falešná uchazečka o ruský trůn (* 1745)

## Hlavy států
- Francie – Ludvík XVI. (1774–1792)
- Habsburská monarchie – Marie Terezie (1740–1780)
- Osmanská říše – Abdulhamid I. (1774–1789)
- Polsko – Stanislav II. August Poniatowski (1764–1795)
- Prusko – Fridrich II. (1740–1786)
- Rusko – Kateřina II. Veliká (1762–1796)
- Španělsko – Karel III. (1759–1788)
- Švédsko – Gustav III. (1771–1792)
- Velká Británie – Jiří III. (1760–1820)
- Svatá říše římská – Josef II. (1765–1790)
- Papež – Pius VI. (1774–1799)
- Japonsko – Go-Momozono (1771–1779)